# Drosophila seguyi
Drosophila seguyi este o specie de muște din genul Drosophila, familia Drosophilidae, descrisă de John Smart în anul 1945. Conform Catalogue of Life specia Drosophila seguyi nu are subspecii cunoscute.